# Maison de Montaigne
La maison de Montaigne est une maison du XVe siècle située 23, rue de la Rousselle, à Bordeaux, en France.
Ce bâtiment fait l'objet d’une inscription au titre des monuments historiques depuis le 27 décembre 1991.

## Historique
Dès la première moitié du XVIe siècle, la famille de Montaigne possédait tout un vaste ensemble de logis et d'entrepôts le long de la rue de la Rousselle et de la rue de Sarlac. Michel de Montaigne, né en ces lieux en 1533, s'y maria en 1565 et y vécut jusqu'en 1570, puis de 1581 à 1585, période de sa charge à la mairie de Bordeaux. Derrière la façade du 18e siècle se trouve un vaste local fermé au fond par un mur conservant une arcade murée. Dans une pièce conservant ses poutres de plafond, se trouve une cheminée à faux manteau et, dans l'angle, l'ancienne porte d'accès à la tourelle d'escalier, coiffée d'un arc ogival à remplage gothique. La tourelle polygonale n'est extérieurement visible qu'à partir du 1er étage et a perdu son escalier. En face de la tourelle subsiste un oratoire à voûte d'ogive quadripartite avec clef pendante, qui s'ouvre sur la cour intérieure par un grand arc présentant une alternance de claveaux lisses en calcaire blanc, et vermiculés en pierre grise. Les locaux situés au fond de la cour étaient probablement d'anciens entrepôts.